# Lot (Metall)
Als Lot bezeichnet man ein Mittel, das Metalle durch Löten verbindet. Das Lot besteht aus einer Mischung (Legierung) unterschiedlicher Metalle. Besonders häufig werden Blei, Zinn, Zink, Silber und Kupfer verwendet.
Die zu verbindenden Metalle sind Kupfer, Bronze, Messing, Tombak, Neusilber, Silber, Gold, Hartblei, Zink, Aluminium aber auch Eisen. Beim Löten entsteht durch Hitze eine lokale Schmelze. Nach dem Abkühlen verbleibt eine mechanische und elektrisch leitende Verbindung. Die Legierbarkeit des Lotes mit den metallischen Werkstücken, Materialien, (elektronischen) Bauelementen, Drähten, Schmuckstücken oder sonstigen Komponenten ist die Voraussetzung für eine dauerhafte, feste stoffschlüssige Verbindung. Der Schmelzpunkt des jeweiligen Lotes liegt generell niedriger als der der zu verbindenden Werkstücke.
In vielen Loten war früher Blei enthalten. Da Blei giftig ist, darf es seit Juli 2007 in der EU gemäß der RoHS-Richtlinien nur noch in Ausnahmefällen enthalten sein und verwendet werden. Ausnahmefälle sind Bereiche, in denen Erfahrungswerte über die Langzeitzuverlässigkeit der neuen Lötlegierungen noch nicht vorliegen und Ausfälle aufgrund defekter Lötstellen in sicherheitsrelevanten Bereichen zu schwerwiegenden Problemen führen könnten, wie beispielsweise in der Bremsensteuerung eines Autos, in Steuerungssystemen von Flugzeugen oder in kritischen Geräten in Medizin und beim Militär.

## Allgemeines
Vor dem Löten sollten die zu verbindenden Metallwerkstücke mechanisch und chemisch frei von Lackschichten, Schmutz, Oxiden und Sulfiden sowie auch entfettet sein. Die Metalloberflächen sollten „blank“ sein. Damit wird eine gute und schnelle Benetzung des Lotes zusammen mit einem geeigneten Flussmittel auf den Oberflächen ermöglicht und damit die Lötung wesentlich unterstützt. Besonders bei Weich-Lötungen im Elektronikbereich ist es außerdem noch sinnvoll, die Oberflächen der Werkstücke bzw. die Bauelementedrähte mit dem Lot vor der eigentlichen Zusammenlötung vorab noch zu verzinnen, um die Lötzeit zu vermindern. Das Flussmittel löst dabei während des Lötens die sich ständig neu bildenden Oxidschichten auf den Metalloberflächen der Werkstücke auf. Es schützt damit gleichzeitig vor erneuter Oxidation während des Lötprozesses und verbessert die Fließfähigkeit des Lotes, wobei die zu verbindenden Werkstücke auf die Temperatur des flüssigen Lotes aufgeheizt sein müssen. Das ist z. B. bei wärmeempfindlichen elektronischen Komponenten zu beachten, d. h., es sind maximale Lötzeiten einzuhalten! Die Wärmezufuhrkapazität z. B. über Lötkolben oder Gasbrenner und somit auch die Löttemperatur müssen an das betreffende Lot, die Größe der Lötstelle und deren Wärmeableitung an das Werkstück angepasst sein. Große Komponenten mit hoher Wärmeableitung benötigen deutlich höhere Temperaturen als kleine Komponenten mit niedriger Wärmeableitung, damit die erforderliche Temperatur schnell genug bzw. überhaupt erst erreicht wird. Weil die Zugfestigkeit besonders bei Weichloten gewöhnlich geringer als die der zu verbindenden Materialien ist, sollte die Lotschicht bei hohen mechanischen Kräften daher möglichst dünn sein.
Eine eutektische Legierung ist diejenige Zusammensetzung der Einzelkomponenten bei der der Schmelzpunkt minimal ist und Liquidustemperatur und Solidustemperatur zusammenfallen. Das Schmelz- und Erstarrungsverhalten ist also wie bei einem Reinstoff bei einer festen Temperatur, z. B. Sn62Pb38 bei ca. 183 °C. Das ist beim Elektroniklöten erwünscht.
Alle nicht eutektischen Legierungen weisen mehrere charakteristische Temperaturpunkte zwischen dem Beginn der Schmelze und der vollständigen Verflüssigung (und umgekehrt) auf, die sogenannte Solidus- und Liquidustemperatur. Bei mehr als zwei Komponenten kann dieses Verhalten recht komplex sein.
Sie haben also einen Schmelz-/Erstarrungsbereich, was z. B. bei Klempnerloten erwünscht ist. Unterhalb der Solidustemperatur ist die Legierung vollständig fest, bis zur Liquidustemperatur breiig, darüber vollständig flüssig.
Lote werden definitionsgemäß über die Liquidustemperatur des Lotes in Hartlote und Weichlote unterschieden. Lote mit Erweichungstemperaturen unter 450 °C sind Weichlote mit geringer mechanischer Festigkeit, solche mit Erweichungstemperaturen über 450 °C sind Hartlote (früher auch Schlaglote genannt) mit hoher Festigkeit.

## Hartlote
Als Hartlote bezeichnet man Legierungen auf hochsilberhaltiger, auf Neusilber- oder Messing-Basis, die gewöhnlich in Stab-, Stangen-, Draht-, Folien- und teilweise Pastenform lieferbar sind. Hartlotpasten enthalten bereits Flussmittel, so dass eine separate Zugabe nicht mehr erforderlich ist, im Gegensatz zu den anderen Lotformen. Dort wird meist Flussmittel in Pastenform verwendet.
Hartlote eignen sich, im Gegensatz zum Weichlot (auf Zinn/Blei-Basis), auch für mechanisch und thermisch stärker beanspruchte metallische Verbindungen (besonders für normale eisen- und nickelhaltige Werkstücke, wie z. B. Hartmetallschneiden in Eisenbohrern, den „Steinbohrern“). Edelstähle mit Chrom, Wolfram oder/und Molybdän sind allerdings häufig nur schwierig hartlötbar und meist gar nicht weichlötbar. Dies macht Löttests erforderlich. Ansonsten sollten diese Werkstoffe besser geschweißt werden. Im Gegensatz zu Edelstählen sind kupferhaltige Werkstofflegierungen wie Bronze, Messing, Tombak, Neusilber sowie Silber und Gold sehr gut hart- (und weich-) lötbar. Hartlotverbindungen weisen teilweise höhere Festigkeiten als der Grundwerkstoff auf. Manchmal wird den Hartlotdrähten ein Flussmittel, z. B. auf Boraxbasis, beigegeben. Meist ist der Lötdraht damit äußerlich umhüllt. Die Verarbeitungstemperaturen für Hartlote liegen zwischen 500 und 1000 °C. Als Wärmequellen werden u. a. Gasbrenner oder Industrie-Laser benutzt.
Bei Öl- und Gasleitungen mit Kupferrohrfittings ist, sollte gelötet werden, nur eine Hartlötung gestattet. Heizungsinstallationen werden oft ab einem Rohrdurchmesser von 35 mm hartgelötet. Trinkwasserinstallationen dürfen erst ab diesem Durchmesser hartgelötet werden. Da das von Sonnenkollektoren erhitzte Wasser je nach Kollektortyp und Systemdruck Temperaturen von über 200 °C annehmen kann, werden in Deutschland Kupferrohre im Solarkreislauf ebenfalls durch Hartlötung verbunden, während in Österreich auch das Weichlöten zulässig ist, wenn sichergestellt ist, dass die Wassertemperatur nicht über 200 °C ansteigt.

### Silberlote
Silberlote sind Legierungen aus Silber, Kupfer, Cadmium und Zink, mit geringen Anteilen von Mangan und Nickel. Die Verarbeitungstemperatur liegt bei 600 bis 800 °C. Mit steigendem Silbergehalt steigt auch die Verarbeitungstemperatur. Silberlote fließen leichter als Messinglote und werden zur Verbindung von Kupferrohrfittings verwendet. Dabei unterscheidet man:
- Silberlot ohne Cadmiumzusatz
  - L-Ag34Sn (34 % Ag, 36 % Cu, 27,5 % Zn, 2,5 % Sn)
  - L-Ag44 (44 % Ag, 30 % Cu, 26 % Zn)
  - L-Ag55Sn (55 % Ag, 21 % Cu, 22 % Zn, 2 % Sn)

- Silberlot mit Cadmiumzusatz (nicht für Trinkwasserinstallationen)
  - L-Ag40Cd (40 % Ag, 19 % Cu, 21 % Zn, 20 % Cd)
  - L-Ag30Cd (30 % Ag, 28 % Cu, 21 % Zn, 21 % Cd)

### Messinglote
Messinglote sind Legierungen aus Kupfer und Zink mit geringen Zusätzen von Silber, Silicium, Zinn und Mangan. Die Verarbeitungstemperatur liegt bei 800 bis 1000 °C. Mit steigendem Kupfergehalt erhöht sich der Schmelzpunkt und die Festigkeit.
- L-CuZn40 (60 % Cu, 39,7 % Zn, 0,3 % Si)

### Phosphorlote
Phosphorlote sind Legierungen aus Phosphor und Kupfer (und ggf. mit Silber).
- Kupfer/Phosphorlot
  - L-Ag2P (91,7 % Cu, 6,3 % P, 2 % Ag)
  - L-CuP6 (93,8 % Cu, 6,2 % P)

### Hartlote für Aluminium
- L-AlSi12
- L-ZnAl30

## Weichlote

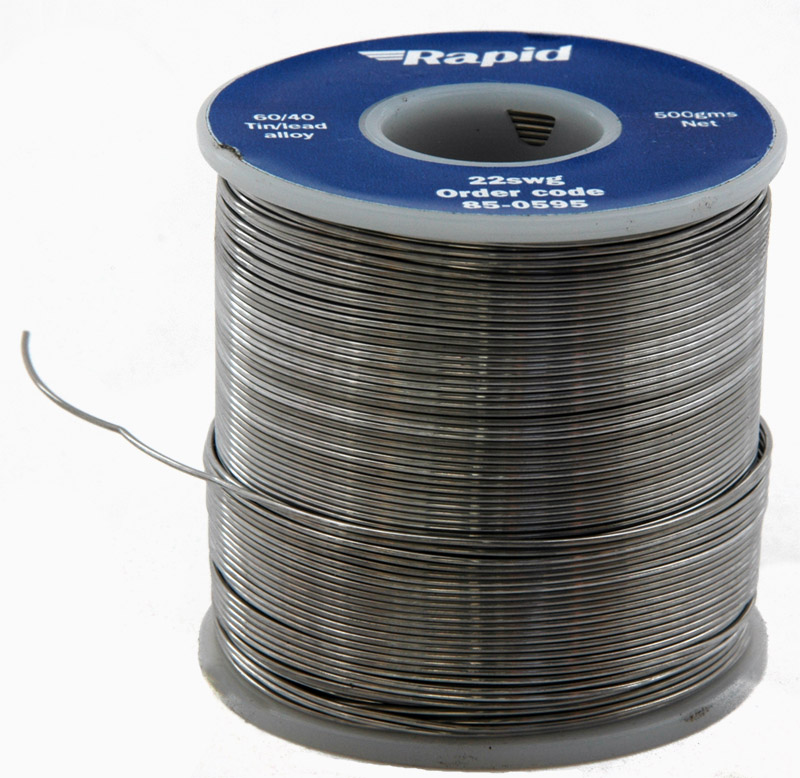
Handelsübliche Lötzinn-Rolle

Weichlotverbindungen weisen gegenüber Hartlotverbindungen vielfach nur mäßige Festigkeiten auf. Sie finden vor allem in der Elektrotechnik und Elektronik, in der Hausinstallation und durch die Bleiglas-Technik in der Kunst (Bleiglasfenster, Tiffany-Lampen) Anwendung.
Zum handwerklichen Weichlöten werden heute elektrisch beheizbare und in ihrer Löttemperatur von etwa 60 °C bis 420 °C digital oder analog einstellbare und geregelte Lötkolben mit austauschbaren Lötspitzen von etwa 5 bis 250 Watt Nennleistung verwendet. Weich- und auch Hartlöten sollte wegen der Spritzgefahr des Lotes und der Flussmittel immer mit Schutzbrille und wegen der entstehenden gesundheitsschädlichen Flussmitteldämpfe unter einer Luftabzugsvorrichtung erfolgen; weiteres siehe unter Löten.

### Zinnlote

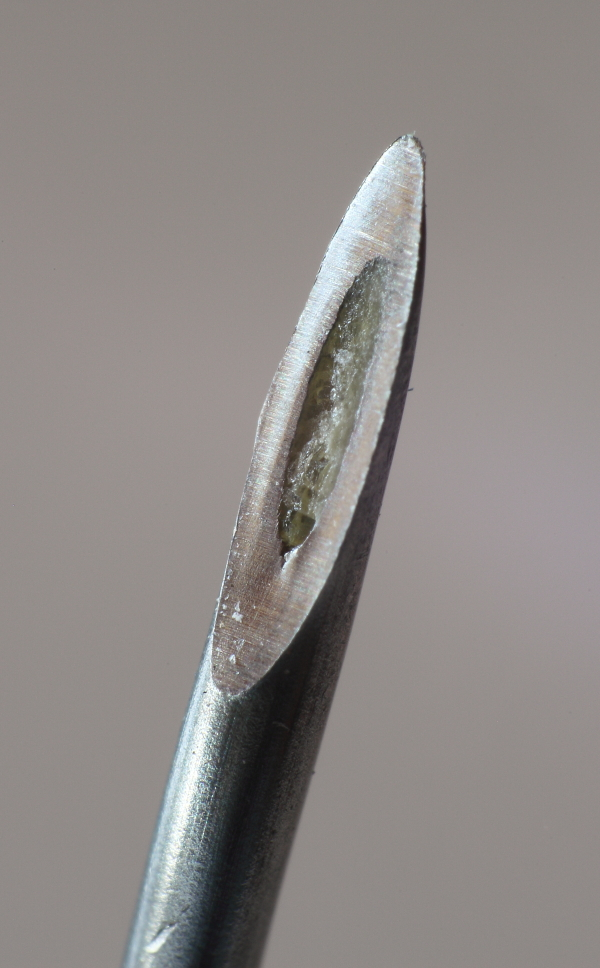
Lötzinn mit Flussmittelseele

Die am häufigsten verwendeten Weichlote sind die Zinnlote, also Legierungen aus Zinn und Blei mit geringen Anteilen an Eisen, Antimon, Kupfer und Nickel. Der Schmelzpunkt der Zinnlote liegt unter 330 °C. Beim Erwärmen gehen die Lote von einem festen in einen breiigen und schließlich in den flüssigen Zustand über. Von besonderer Bedeutung ist das Eutektikum, auch Sickerlot genannt (63 % Sn, 37 % Pb), mit einer Schmelztemperatur von 183 °C.
Legierungen, die vom Eutektikum entfernt liegen, werden zugunsten eines technisch erwünschten Erstarrungsbereiches zwischen Liquidus- und Soliduslinie ebenfalls verwendet.
Verwendung der Zinnlote mit einem Zinnanteil von:
- 20–40 %: Verbinden von Kupferrohren, Bleikabeln und -muffen, Zinkdachrinnen
- –0050 %: Feinlöten von Blechen
- 60–63 % (Sickerlot): Verbinden und verzinnen von elektrischen Leitungen, Drähten, Leiterplatten
- 00>90 %: Verlöten von Konservendosen

Die niedrigsten Schmelzpunkte haben mit ca. 75 °C das sogenannte Woodsche Metall, bestehend aus 50 % Bismut (Bi), 25 % Blei (Pb), 12,5 % Cadmium (Cd) und 12,5 % Zinn (Sn), sowie mit 62 °C das Fieldsche Metall, bestehend aus 32,5 % Bismut (Bi), 51 % Indium (In) und 16,5 % Zinn (Sn). Ersteres ist aufgrund des Cadmiumanteils hochgiftig und umweltschädlich, wobei das als Ersatz verwendete Fieldsche Metall aufgrund des Indiumanteils bedeutend teurer ist.
Röhrenlote (Radiolot oder Elektroniklot) besitzen eine oder mehrere eingearbeitete Seelen aus organischen, säurefreien Baumharzen wie z. B. Kolophonium, die beim Löten als Flussmittel wirken.
Im englischsprachigen Raum werden diese als Flux bezeichnet.

### Eigenschaften der Lotbestandteile
| Element | chem. Symb. | Schmelz- temp. | wesentlicher Einfluss |
| ------- | ----------- | -------------- | --- |
| Indium  | In          | 0156,6 °C      | Schmelztemperaturabsenkung des Lotes; Hauptbestandteil |
| Blei    | Pb          | 0327,5 °C      | Schmelztemperaturabsenkung des Lotes; Verbesserung der Fließeigenschaften                                                                                    |
| Zinn    | Sn          | 0232,0 °C      | Hauptbestandteil von Weichloten |
| Bismut  | Bi          | 0271,3 °C      | erhebliche Schmelztemperaturabsenkung des Lotes |
| Antimon | Sb          | 0630,7 °C      | erhöht die Zugfestigkeit des Lotes; verringert das Schwindmaß                                                                                                |
| Silber  | Ag          | 0961,9 °C      | vermindert das Ablegieren von Silber aus den zu verbindenden Werkstücken bzw. Elektronikkomponenten ins Lot                                                  |
| Kupfer  | Cu          | 1084,4 °C      | vermindert das Ablegieren von Kupfer aus den zu verbindenden Werkstücken bzw. Elektronikkomponenten ins Lot; verlängert Lebensdauer von kupfernen Lötspitzen |

Wegen der guten technischen Beherrschbarkeit und des niedrigen Schmelzpunkts enthält eine Reihe von Loten Blei. Aufgrund der aktuellen Rechtslage, insbesondere in der EU (u. a. WEEE, RoHS: d. h. DIR 2002/96/EG und DIR 2002/95/EG) gibt es weltweit jedoch starke Bemühungen, die bleihaltigen Weichlote durch bleifreie zu ersetzen. Diese haben jedoch meist einen weniger universellen Einsatzbereich und bringen z. T. technische Probleme wie Verspröden und Whiskerbildung mit sich. Aus diesem Grund ist bei der Fertigung elektronischer Baugruppen für Medizintechnik, Sicherheitstechnik, Messgeräte, Luft- und Raumfahrt, Bahntechnik, Feuerwehrtechnik sowie für militärische/polizeiliche Verwendung der Einsatz bleifreien Lotes nicht zulässig. Bei elektronischen Baugruppen, die z. B. extremen Temperaturen ausgesetzt sind, oder bei denen der Einsatz von Blei aus anderen Gründen sinnvoll ist, z. B. in der Messtechnik, ist die Verwendung von bleihaltigem Lot dem Ermessen des Herstellers überlassen.
Seit Juli 2006 darf jedoch wegen der Umwelt- und Gesundheitsauswirkungen im Allgemeinen kein bleihaltiges Lötzinn mehr in elektronischen Geräten verwendet werden (siehe RoHS DIR 2002/95/EG). Man setzt nun bleifreie Zinnlegierungen mit Kupfer und Nickel ein, die jedoch mitunter patentiert und recht teuer sind. Als preisgünstige Alternative werden Zinnlegierungen mit Kupfer und Silber eingesetzt, z. B. Sn95.5Ag3.8Cu0.7 (Schmelztemperatur etwa 220 °C), außerhalb Europas ersetzt man das Blei gerne durch Bismut. Bei Privatanwendungen und für spezielle Einsatzgebiete (s. o.) wie z. B. Luftfahrt, Raumfahrt, Militär und einigen anderen speziellen Anwendungen dürfen jedoch weiterhin bleihaltige Lote verwendet werden.
Seit Juni 2011 gelten mit der neuen RoHS DIR 2011/65/EU die Ausnahmen für Medizin- und Messtechnik nicht mehr. Allerdings gibt es Übergangsfristen bis allerspätestens 2019.
Früher wurden hoch-bismuthaltige Lote wegen der sehr niedrigen Lotschmelztemperatur von unter 100 °C als „Thermosicherungen“ in elektronischen Geräten verwendet.

### Gebräuchliche Lotlegierungen

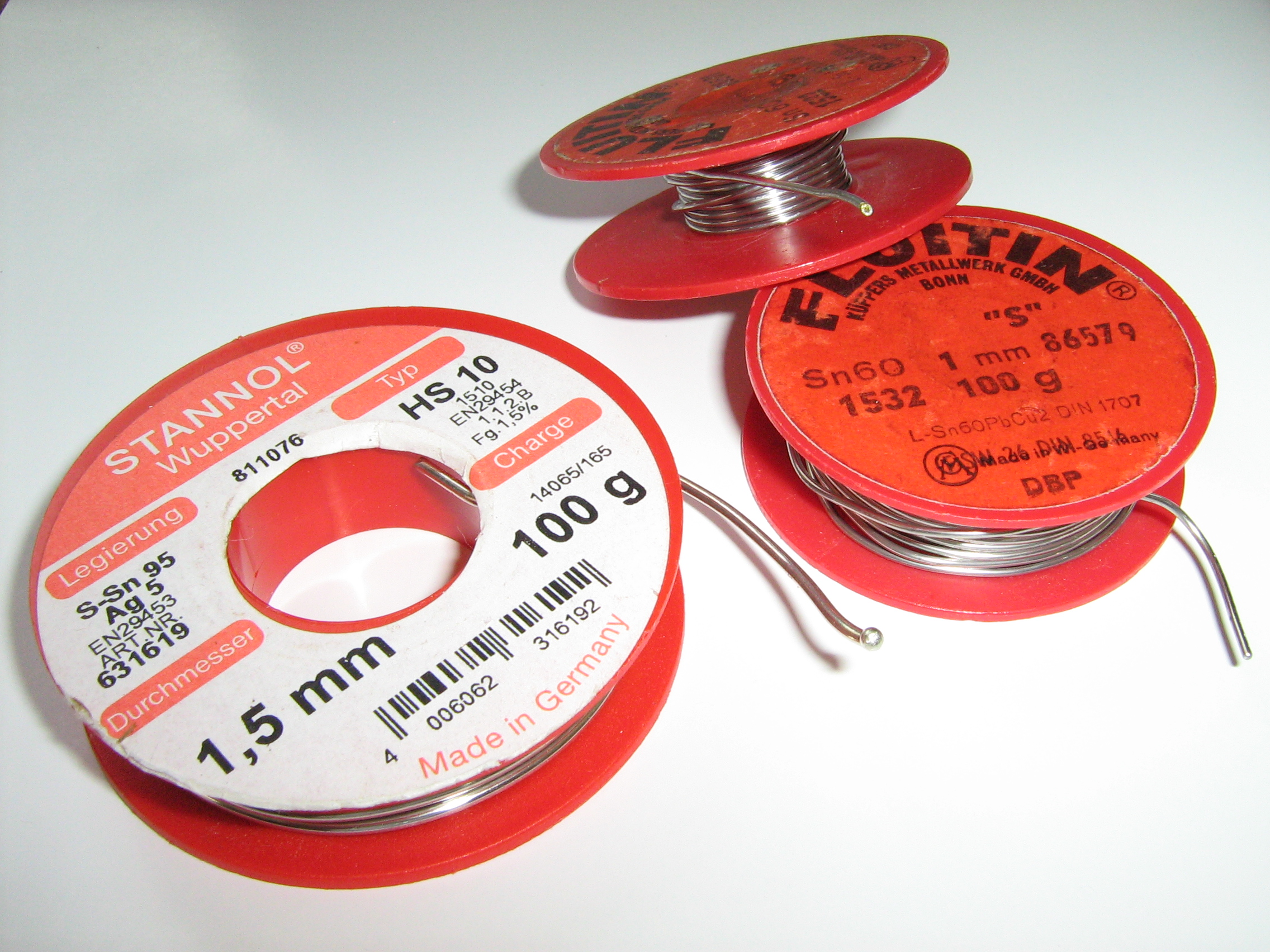
Verschiedene Weichlote. Links ein bleifreies Zinn-Silber-Lot.

Die nachfolgende Tabelle führt einige übliche Lotlegierungen und deren Anwendung auf.  Grün hervorgehoben sind bleifreie Legierungen,
| Legierung            | Temperatur (°C) | Temperatur (°C) | Bemerkungen           | Anwendung                         |
| Legierung            | Solidus-        | Liquidus-       | Bemerkungen           | Anwendung                         |
| -------------------- | --------------- | --------------- | --------------------- | --------------------------------- |
| Sn42Bi58             | 138             | 138             | eutektisch            | Niedertemperaturlot               |
| Sn43Pb43Bi14         | 144             | 163             |                       | Niedertemperaturlot               |
| Sn62Pb36Ag2          | 179             | 179             | eutektisch            |                                   |
| Sn63Pb37             | 183             | 183             | eutektisch            | Standard Elektroniklot (mit Blei) |
| Sn60Pb40             | 183             | 190             |                       | Standard Elektroniklot (mit Blei) |
| Sn96.5Ag3.0Cu0.5     | 217             | 220             | Bezeichnung „SAC305“  | Elektroniklot bleifrei            |
| Sn96Ag4(Sn96.5Ag3.5) | 221             | 221             | eutektisch            |                                   |
| Sn95Ag5              | 221             | 245             |                       |                                   |
| Sn99.3Cu0.7          | 227             | 227             | eutektisch            | Elektroniklot bleifrei            |
| Sn99Ag0.3Cu0.7       | 217             | 227             |                       | Elektroniklot bleifrei            |
| Sn100                | 232             | 232             |                       | Reinzinn                          |
| Sn95Sb5              | 232             | 240             |                       | Lot mit Antimon                   |
| Sn89Sb10.5Cu0.5      | 242             | 263             |                       | Lot mit Antimon                   |
| Sn10Pb88Ag2          | 268             | 299             |                       | Bleilot mit hohem Schmelzpunkt    |
| Sn10Pb90             | 268             | 302             |                       | Bleilot mit hohem Schmelzpunkt    |
| Au80Sn20             | 280             | 280             | Au5Sn-AuSn-Eutektikum | Chipbonden                        |
| Sn5Pb92.5Ag2.5       | 280             | 280             | eutektisch            | Bleilot mit hohem Schmelzpunkt    |
| Sn5Pb95              | 301             | 314             |                       | Bleilot mit hohem Schmelzpunkt    |

### Weichlotbezeichnungen

#### Verwendete Kürzel bei Weichloten
Bei Weichloten werden nach der DIN 1707 die nachfolgenden Kürzel verwendet.
- Gruppe A: Blei/Zinn- und Zinn/Blei-Weichlote
- Gruppe Ah: Antimon-haltig
- Gruppe Aa: Antimon-arm
- Gruppe Af: Antimon-frei
- Gruppe B: Zinn/Blei-Lote mit Kupfer-, Silber- oder Phosphorzusatz
- Gruppe C: Sonderweichlote
- Gruppe D: Weichlote für Aluminium

#### Antimonhaltige Weichlote
- L-PbSn12Sb (12 % Zinn, 0,2–0,7 % Antimon, Rest Blei, 250 °C Solidus-, 295 °C Liquidustemperatur; Kühlerbau)
- L-PbSn30Sb (30 % Zinn, 0,5–1,8 % Antimon, Rest Blei, 186 °C Solidus-, 250 °C Liquidustemperatur; Schmierlot, Bleilot)
- L-PbSn40Sb (40 % Zinn, 0,5–2,4 % Antimon, Rest Blei, 186 °C Solidus-, 225 °C Liquidustemperatur; Kühlerbau)

#### Antimonarme Weichlote
- L-PbSn8(Sb) 0(08 % Zinn, 0,12–0,5 % Antimon, Rest Blei, 280 °C Solidus-, 305 °C Liquidustemperatur; Kühlerbau, Thermostate)
- L-PbSn30(Sb) (30 % Zinn, 0,12–0,5 % Antimon, Rest Blei, 183 °C Solidus-, 255 °C Liquidustemperatur; Feinblechpackungen)
- L-PbSn40(Sb) (40 % Zinn, 0,12–0,5 % Antimon, Rest Blei, 183 °C Solidus-, 235 °C Liquidustemperatur; Verzinnung, Feinblechpackungen, Klempnerarbeiten)
- L-PbSn60(Sb) (60 % Zinn, 0,12–0,5 % Antimon, Rest Blei, 183 °C Solidus-, 215 °C Liquidustemperatur; Verzinnung, Feinblechpackungen, Elektroindustrie, verzinkte Feinbleche)

#### Für Kupferrohrfittings
- L-Sn50Pb (Blei-Zinn-Lot)
- L-SnAg5 (Zinn-Silber-Lot)
- L-SnCu3 (Zinn-Kupfer-Lot)

#### Für Aluminium
Beim Löten von Aluminium ist zu beachten, dass infolge von Potentialunterschieden zwischen Lötstelle und Grundwerkstoff Bimetallkorrosion in feuchter Umgebung auftreten kann. Die Lötstelle sollte daher z. B. mit Lack geschützt werden.
- L-SnZn10 (85–92 % Zinn, Rest Zink)
- L-SnZn40 (55–70 % Zinn, Rest Zink)
- L-CdZn20 (75–83 % Cadmium, Rest Zink)
- L-ZnAl15 (84–86 % Zink, Rest Aluminium)

Früher wurden Aluminium-Lote durch die meist notwendige reibende Bearbeitung mit der Lotstange beim Verzinnen der Werkstücke auch als Reibelote bezeichnet. Wird mit dem Reibelot eine „Verzinnung“ auf der Aluminiumoberfläche aufgebracht, kann anschließend mit einem normalen Zinn-Blei-Lot z. B. ein Kupferdraht an das Aluminiumwerkstück als elektrischer Kontakt angelötet werden. Als Flussmittel ist Kolophonium auf Grund der hier notwendigen höheren Löttemperatur weniger gut geeignet, es verdampft schon bei relativ niedrigen Temperaturen. Daher sind hier patentierte Spezialflussmittel und wenn möglich, eine Ultraschall-Lötung zum Aufreißen der sich ständig schnell wieder neu bildenden, störenden Al-Oxidschicht sinnvoll. Flussmittelreste sind nach der Lötung zu entfernen.
Alternativ ist zum Verbinden von Aluminium auch das Weichlöten ohne (toxische) Flussmittel (nicht über 420 °C) sinnvoll. Entscheidend ist hier allerdings, dass die Oxidschicht beim Lötvorgang mechanisch zerstört wird, beispielsweise durch Kratzen mit einem Schraubendreher. Das Gefüge von Aluminium verändert sich zwischen 450 °C und 480 °C, das Weichlot-Verfahren hat daher dank geringerer Temperatur keinerlei negativen Einfluss auf das Werkstück selbst. Bei korrekter Anwendung entsteht somit kein Verzug am Werkstück, daher ist dieses Verfahren auch für Aluminium mit Anteilen von Mg Magnesium, Si Silizium und anderen geeignet.

#### Elektrische Anwendungen
Typische Blei-Zinn-Weichlotbezeichnungen für Elektronikschaltungen:
- L-Sn50PbCu 0(1,2–1,6 % Kupfer; 183 °C Solidus-, 215 °C Liquidustemperatur)
- L-Sn60PbCu 0(0,1–0,2 % Kupfer; 183 °C Solidus-, 190 °C Liquidustemperatur)
- L-Sn60PbCu2 (1,6–2 % Kupfer; 183 °C Solidus-, 190 °C Liquidustemperatur)
- L-Sn50PbAg (178 °C Solidus-, 210 °C Liquidustemperatur)
- L-Sn60PbAg (178 °C Solidus-, 180 °C Liquidustemperatur)
- L-Sn63PbAg (178 °C Solidus- und Liquidustemperatur)
- Fluitin, Stannol und Felder sind einige Markennamen für Radio- und Elektroniklot.

Typische Blei-Zinn-Weichlotbezeichnungen für Schlepp-, Schwall- und Tauchlöten:
- L-Sn50PbP Cu(0,001–0,004 % Phosphor; 183 °C Solidus-, 215 °C Liquidustemperatur)
- L-Sn60PbP Cu(0,001–0,004 % Phosphor; 183 °C Solidus-, 190 °C Liquidustemperatur)
- L-Sn63PbP Cu(0,001–0,004 % Phosphor; 183 °C Solidus- und Liquidustemperatur)
- L-Sn60PbCuP (0,001–0,004 % Phosphor, 0,1–0,2 % Kupfer; 183 °C Solidus-, 190 °C Liquidustemperatur)

Nach den RoHS-Bestimmungen kommen innerhalb der EU im Elektronikbereich seit 2006/2007 (je nach EU-Land) nur noch, bis auf die oben genannten Ausnahmen, bleifreie Lote zum Einsatz. Diese sind nickel- oder silberhaltig. Oft ist Kupfer zugesetzt. Der Schmelzpunkt liegt höher (typisch 217 °C … 227 °C) als bei klassischen, bleihaltigen Weichloten.